# Pięknogrzybek amarantowy
Pięknogrzybek amarantowy (Rheubarbariboletus persicolor (H. Engel, Klofac, H. Grünert & R. Grünert) Vizzini, Simonini & Gelardi) – gatunek grzybów z rodziny borowikowatych (Boletaceae). 

## Systematyka i nazewnictwo
Pozycja w klasyfikacji według Index Fungorum: Rheubarbariboletus, Boletaceae, Boletales, Agaricomycetidae, Agaricomycetes, Agaricomycotina, Basidiomycota, Fungi.
Gatunek ten opisali w 1996 roku H. Engel, W. Klofac, H. Grünert i R. Grünert nadając mu nazwę Xerocomus persicolor. W 2015 r. A. Vizzini, G. Simonini i M. Gelardi przenieśli go do rodzaju Rheubarbariboletus.
Synonimy:
- Boletus persicolor (H. Engel, Klofac, H. Grünert & R. Grünert) Assyov 2005
- Xerocomus persicolor H. Engel, Klofac, H. Grünert & R. Grünert 1996

Nazwa polska według rekomendacji Komisji ds. Polskiego Nazewnictwa Grzybów przy Polskim Towarzystwie Mykologicznym.